# 궁관향

궁관 향의 위치

궁관향(한국어: 공관향, 중국어: 公館鄉, 병음: Gōngguǎn Xiāng)은 중화민국 먀오리 현의 향이다. 넓이는 71.4523km2이고, 인구는 2015년 8월 기준으로 34,541명이다.

## 지리
먀오리 현의 중부에 위치한다. 아열대 기후로 온화하고 비가 많으며 연평균 습도는 80%이다.

## 역사
궁관 향의 옛 이름은 공관가(公館街), 속칭은 액료하(隘寮下)였다. 청대의 건륭, 가정연간에 많은 객가인이 남북에서 묘률로 이주 했을 때 공관은 이주의 중심지로서 번창했다. 선주민은 당복기(当福基), 석장(石墻) 일대를 개발해 액료를 마련했다. 공관은 이 액료의 하류에 위치하고 있었기 때문에 액료하라는 속칭이 생겼다.

## 교통
- 국도 1호선